# Il miglior Natale della mia vita
Il miglior Natale della mia vita (Christmas Unleashed) è un film televisivo del 2019 diretto da Nimisha Mukerji. È andato in onda il 7 dicembre 2019 sulla rete televisiva Lifetime.
In Italia è stato trasmesso in prima visione su Rai 2 il 25 dicembre 2020.